# سوينشيد (بيدفوردشير)
سوينشيد (بالإنجليزية: Swineshead, Bedfordshire)‏ هي قرية و أبرشية مدنية تقع في المملكة المتحدة في إنجلترا.